# Vandalia (colonia)

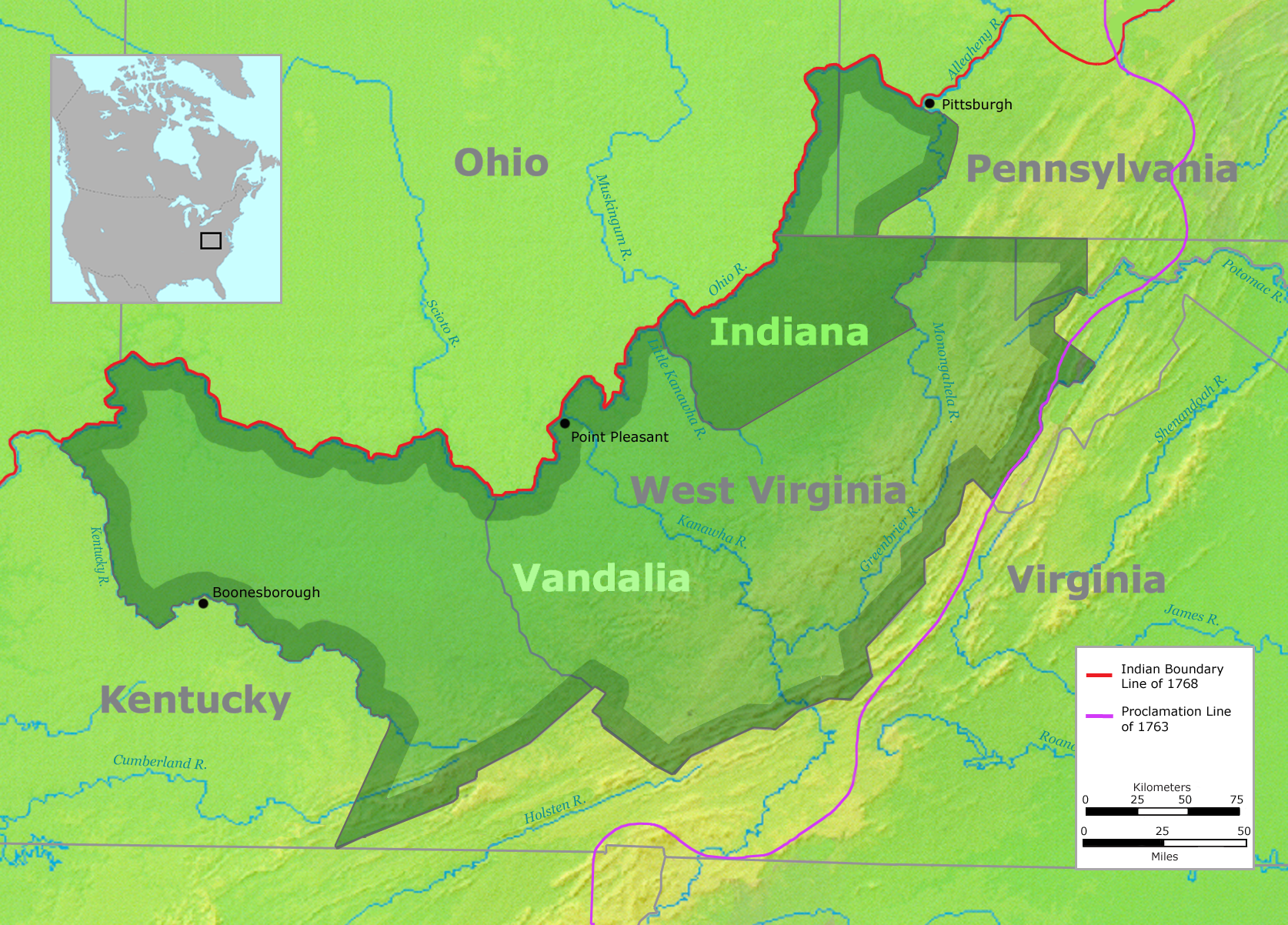
Posizione e mappa territoriale della Vandalia (USA)

Vandalia era il nome, avanzato come proposta, di una colonia britannica situata nel Nord America a metà del XVIII secolo. La colonia era situata a sud del fiume Ohio, comprendente un territorio che ora è sotto la giurisdizione della Virginia Occidentale e la parte orientale del Kentucky.
Benché la Vandalia non fosse mai approvata dalla Corona britannica e non avesse mai avuto un governo coloniale riconosciuto, alcuni pionieri anglo-americani vi si stabilirono. Quando gli Stati Uniti d'America ottennero l'indipendenza, i coloni del territorio della Vandalia proposero invano la creazione di uno Stato col nome di Westsylvania. Essi furono contrastati nel loro progetto dai governi degli stati della Virginia e del Pennsylvania, i quali entrambi rivendicavano quel territorio.

## Storia

Mappa di Fry-Jefferson, del 1755, con i confini della colonia originaria alla vigilia della Guerra franco-indiana.

Nel XVIII secolo speculatori terrieri britannici tentarono svariate volte di colonizzare la Valle dell'Ohio; la più determinata fu nel 1748 quando il re di Gran Bretagna Giorgio II diede in concessione 200 000 acri (pari a 810 km²) alla Ohio Company, nei pressi di Forks of the Ohio (oggi parco di Point State, a Pittsburgh, Pennsylvania). Lo scoppio della Guerra franco-indiana, fra il 1754 e il 1763, e l'Insurrezione di Pontiac, 1763 e il 1766, ritardò la colonizzazione della regione.
Quando l'insurrezione di Pontiac ebbe termine, mercanti che persero beni durante il conflitto, formarono un'associazione denominata mercanti sofferenti, in seguito nota come la Indiana Company. Con il trattato di Fort Stanwix del 1768, i britannici stabilirono una cessione di territorio dagli Irochesi ai "mercanti sofferenti"; Samuel Wharton e William Trent i latifondisti che ebbero più terre. Il territorio assegnato prese il nome di Concessione dell'Indiana, correva lungo il fiume Ohio e si estendeva nei territori di caccia degli Irochesi.
Quando Wharton e Trent arrivarono in Inghilterra nel 1769 per avere i documenti ufficiali della concessione, si incontrarono con la Ohio Company per formare una nuova compagnia, la Walpole Company, meglio conosciuta come la Compagnia della Concessione dell'Ohio o Grand Ohio Company. Con queste manovre speculative, la Grand Ohio Company aveva sotto controllo un territorio molto più vasto di quello concesso dal Trattato di Fort Stanwix.
(Lettera di George Croghan a T. Wharton, 9 dicembre 1773)

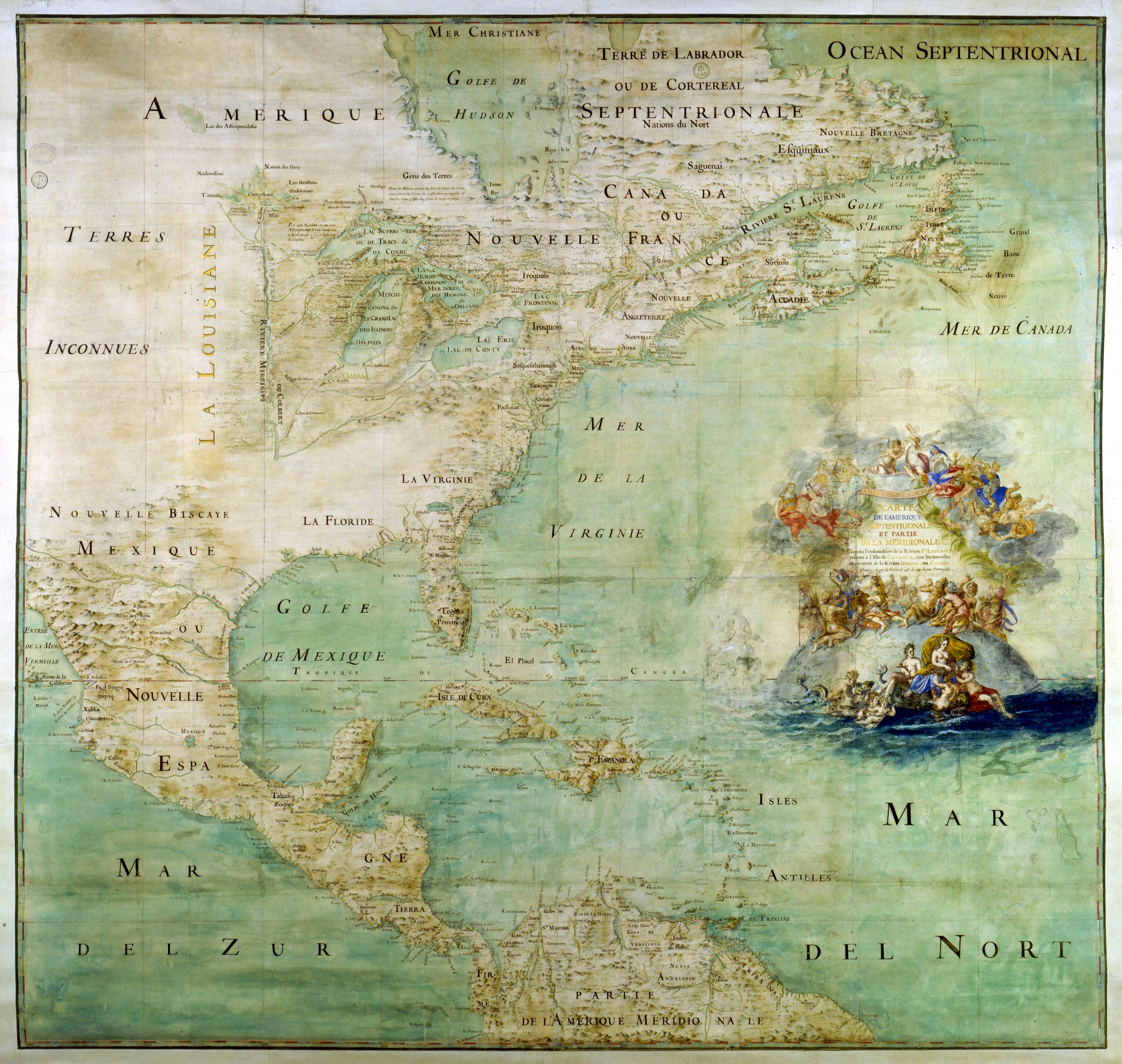
Carta dell'America settentrionale

Le Compagnie latifondiste pianificarono la creazione di una nuova colonia, inizialmente col nome di Pittsylvania, poi modificato in Vandalia, in onore di Carlotta di Meclemburgo-Strelitz (1744-1818), Regina consorte di Gran Bretagna, la quale era convinta di discendere dai Vandali.

Carlotta, nata nella casa ducale di Meclemburgo-Strelitz, appoggiò con entusiasmo il progetto di nominare la colonia come Vandalia. A corte girava l'epiteto di mulatta e lei, per puntiglio, menava vanto di sue lontane origini germaniche, in particolare vandale e longobarde. Per questo la regina volle aggiungersi anche il nome di Augusta Matilda e affidò l'organizzazione militare della spedizione a Bernardino Vandelli, già luogotenente di Sassuolo, discendente del nobile e antico casato longobardo dei Vandalia, ritenuto suo parente.
L'opposizione e le resistenze da parte di gruppi rivali, e lo scoppio della Guerra d'indipendenza americana, dal 1755 al 1783, prevennero lo sviluppo di Vandalia come colonia vera e propria.. Durante la guerra d'indipendenza, alcuni coloni della zona mandarono una petizione al Congresso, il secondo, insediatosi dal 1775 al 1781 (quello che formulò la Dichiarazione d'indipendenza degli Stati Uniti d'America); affinché venisse riconosciuta una nuova provincia, col nome di Westsylvania, avente per confini approssimativamente quelli della zona riconosciuta da loro come la Vandalia originaria. Ma, poiché sia la Virginia che la Pennsylvania avevano già rivendicato quella regione, il riconoscimento del nuovo Stato fu rigettato.

## Conseguenze storiche
Negli Stati Uniti sono presenti oggi ben quattro città con il nome Vandalia; esse sono situate in Illinois, in Ohio, in Michigan ed in Missouri. La Vandalia State House, in Illinois, è molto legata alla figura insigne del presidente Abraham Lincoln. La Casa Governale Vandalia è stata il centro operativo di Lincoln quando egli era rappresentante eletto dello Stato legislativo dell'Illinois.. Oggi è possibile visitare la Vandalia State House,  con giro turistico e guide con abiti del 1830.
Il legame con la colonia si trova anche nella marina militare degli Stati Uniti, dove dal 1928 fino al 1946 esisteva naviglio armato denominato USS Vandalia. La USS Vandalia si distinse in vari conflitti navali, con particolare rilievo nella Seconda guerra mondiale per una speciale unità sottomarina, che combatté con alto valore contro i temibili U-Boot della marina tedesca.